# North-British locomotive company limited
La North-British Locomotive company limited, fut de 1903 à 1962 l'une des plus grandes entreprises britanniques de construction de matériel ferroviaire.

## Histoire

### Création

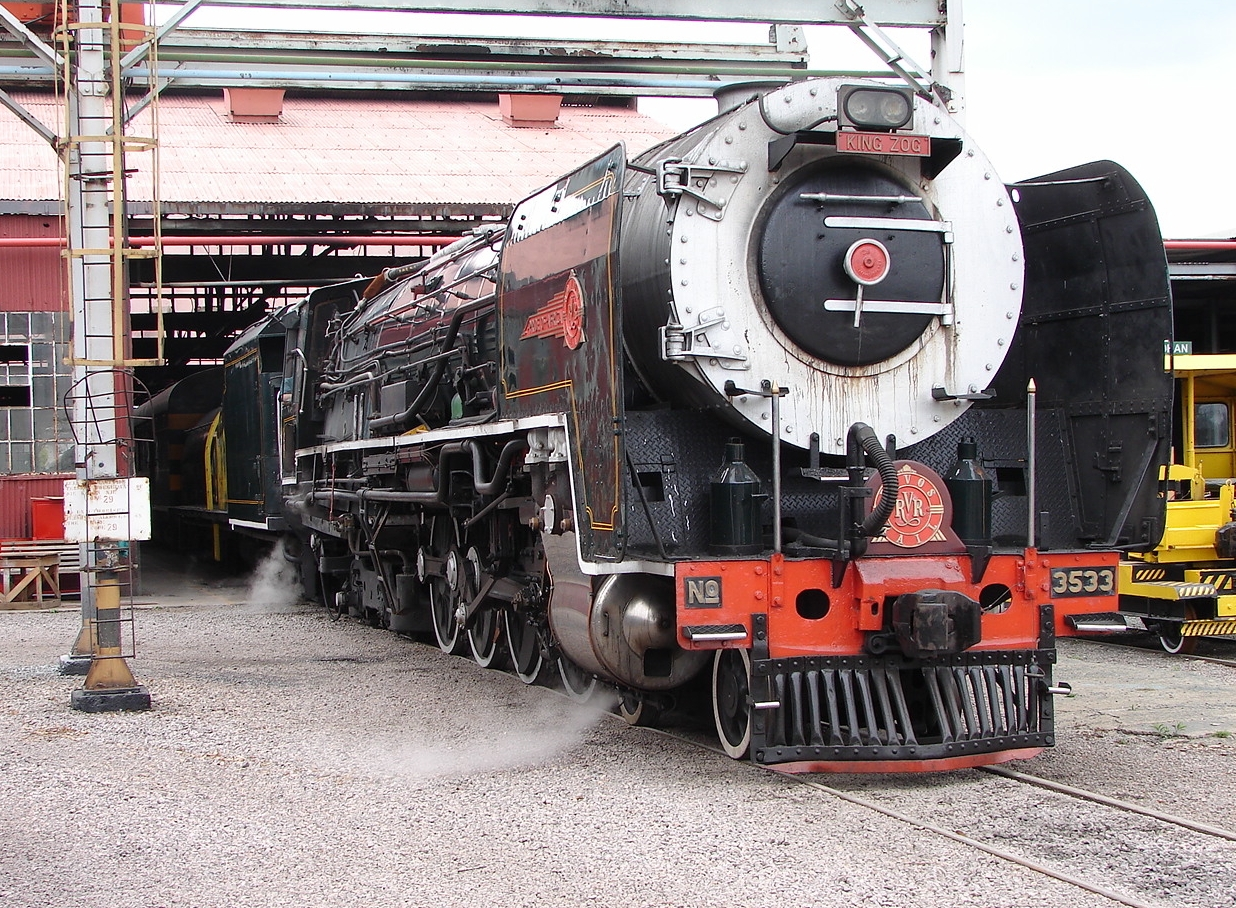
Entre 1952 et 1955, North British a construit les puissantes Northern Class 25NC des South African Railways.

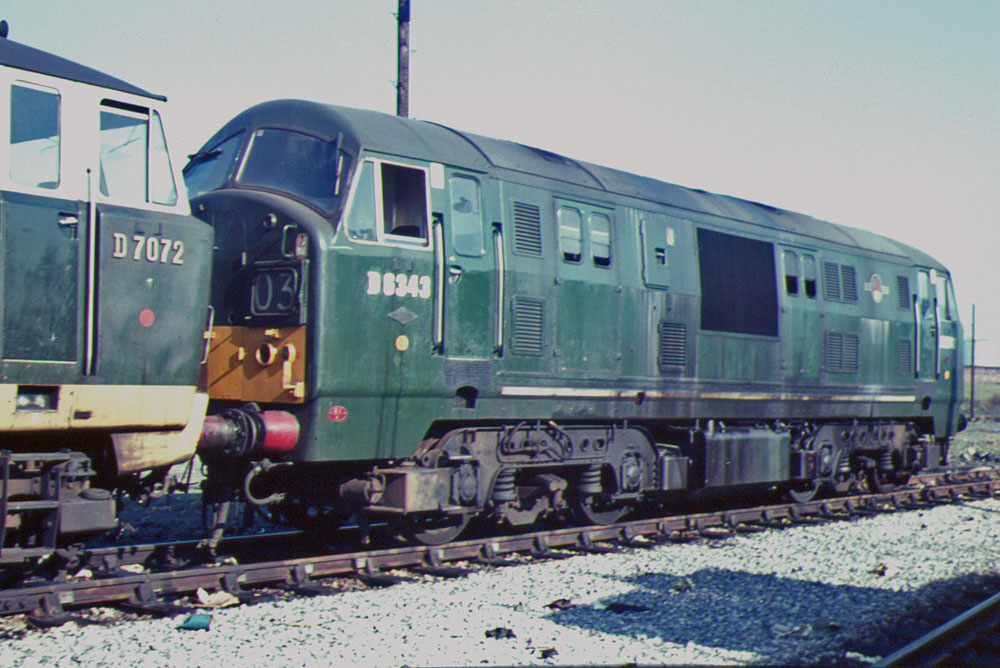
Les British Rail Class 22 figurent parmi les dernières locomotives construites par North British en 1962.

La North-British voit le jour en 1903 par fusion des entreprises suivantes :
- La Sharp-Stewart, qui apporte ses usines d'Atlas à Springburn
- La Glasgow locomotive works (fondée par Henry Dübs), qui apporte ses usines de Queen's park
- La Neilson, Reid, and Co., nouvelle raison sociale de l'ancienne Neilson & Co. depuis 1898, qui apporte ses usines de Hyde Park dans la banlieue nord de Springburn.

À cette date, les trois compagnies formatrices avaient déjà construit plus de 16 000 locomotives.

## Activités de la firme

### Constructeur de locomotives
La première commande reçue par la nouvelle firme (n° L1) concerne une série de locomotives pour l'Inde. À la fin de l'année, 51 commandes portant sur 317 locomotives étaient enregistrées. Rapidement, la firme oriente ses activités vers l'exportation, le marché national étant saturé. 
En 1913, la 20 000e locomotive sort des chaînes à destination de l'Afrique du Sud.
Au cours de la Première Guerre mondiale, la firme livre encore 1412 locomotives (dont 1242 destinées à l'exportation).
Les années d'après-guerre sont marquées par la rareté des commandes. En 1927, la firme ne reçoit que 12 commandes, et elle touche le fond en 1931 : seulement 3 commandes portant sur un total de 12 machines, toutes destinées à l'exportation, alors que la société a une capacité de production de 800 locomotives par an. Néanmoins la société parvient à survivre à la crise.

### Autres productions
Au cours de la Première Guerre mondiale, la société à une production de guerre : obus, mines, mitrailleuses, tubes lance-torpilles, avions B.E. 2C, obusiers mark VIII, et blindés moyens type B. Elle travailla sur le prototype du tank Mark VIII

## Locomotives préservées

### Locomotives préservées en France

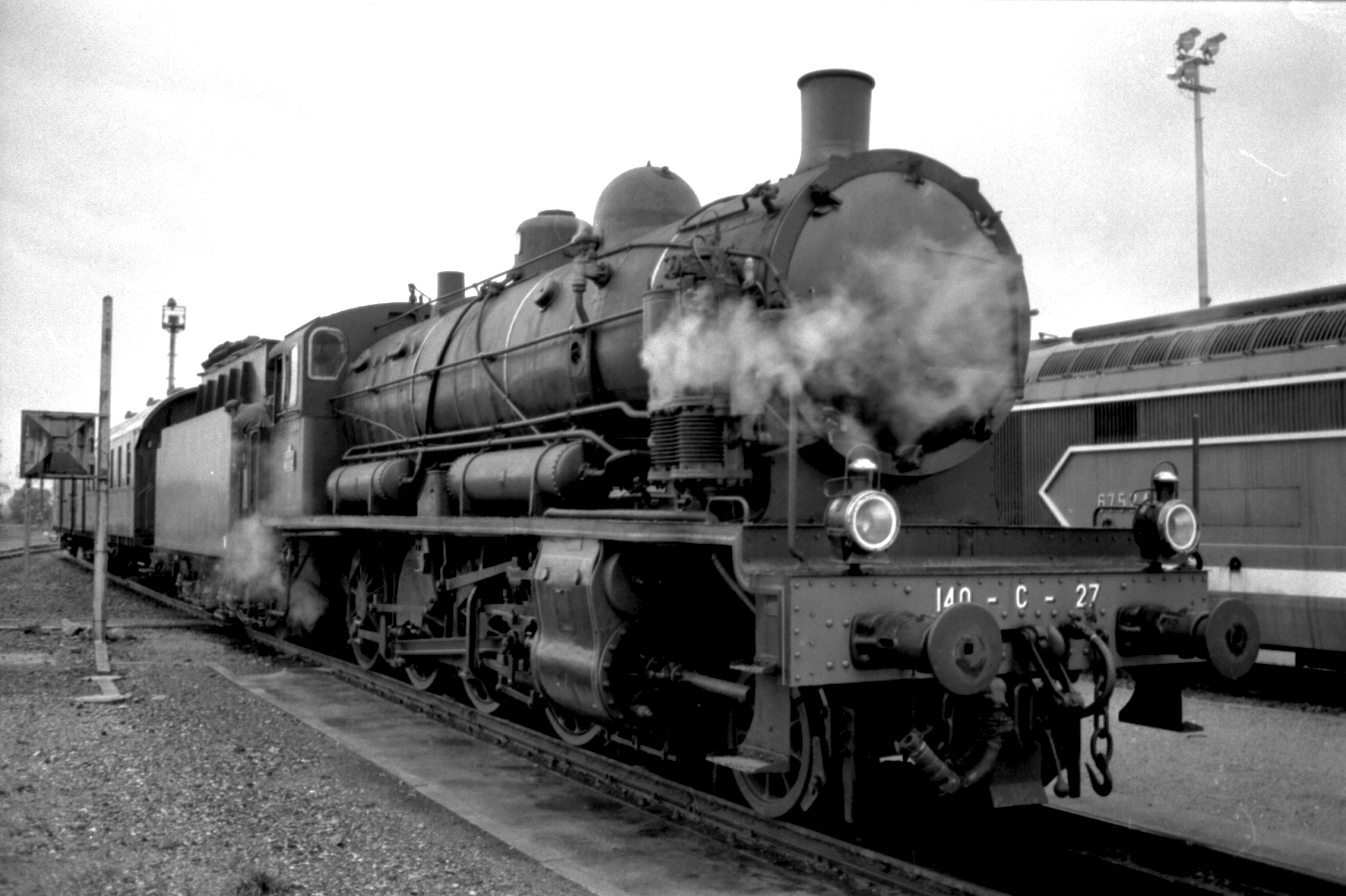
140 C 27 North British n° 21549 de 1916 de la CITEV à Hausbergen en Alsace, 1979.

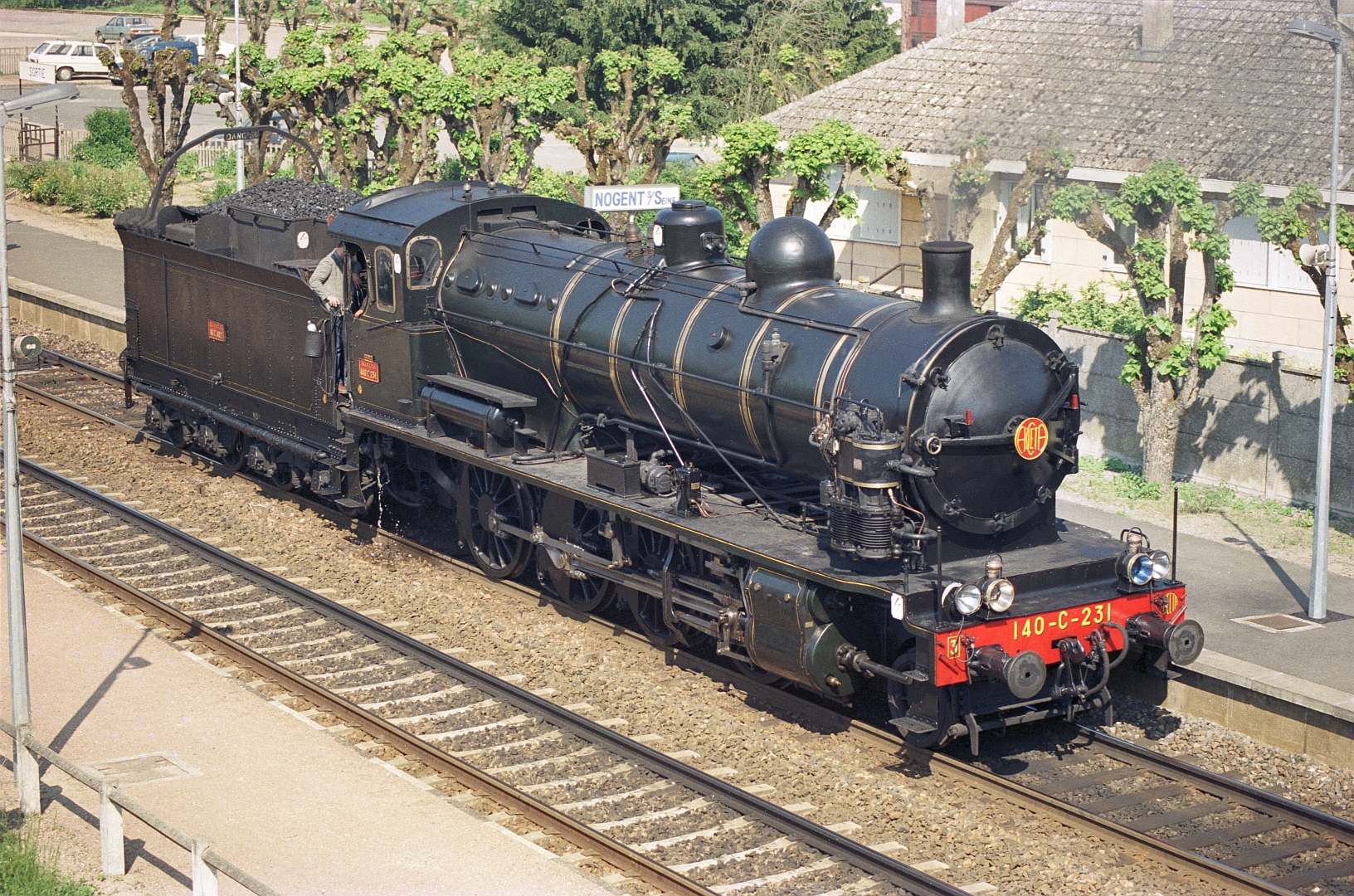
La 140 C 231 préservée par l’AJECTA.

Parmi les huit 140 C préservées, sept sont de construction North British.
140 C 22, North British n° 21544 de 1916, ancienne machine de la Compagnie des chemins de fer de l'Est, puis de la SNCF, et aujourd'hui propriété du musée de Saint-Fargeau (Yonne), machine H.S.
140 C 27,  North British n° 21549 de 1916, ancienne machine de la Compagnie des chemins de fer de l'Est, puis de la SNCF. Propriété de la CITEV, Train à vapeur des Cévennes. Restaurée par les ateliers Malowa de Benndorf en Allemagne et circule à nouveau sur la ligne de la CITEV depuis le 28 juin 2011.  Classé MH (1987)
140 C 231, North British n° 21376 de 1916, ancienne machine du Réseau de l'État, puis de la SNCF. Conservée par l'AJECTA au musée vivant du chemin de fer dans la rotonde de l'ancien dépôt de Longueville.  Classé MH (2003)
140 C 287, North British n° 21624 de 1917, ancienne machine du Réseau de l'État, puis de la SNCF. Ex-CFT du Bréda et aujourd'hui exposée au château de la Ferté à La Ferté-Saint-Aubin (Loiret), machine H.S.
140 C 313, North British n° 21650 de 1917, ancienne machine du Réseau de l'État, puis de la SNCF. Propriété de la SNCF et confiée à la ville de Reims (exposée en monument à l'abri sous la marquise de la gare).
140 C 314, North British n° 21651 de 1917, ancienne machine du Réseau de l'État, puis de la SNCF. Propriété de la FACS et confiée au CFTV à (Saint-Quentin) pour restauration et utilisation pour la traction de trains touristiques sur le réseau de la SNCF.
140 C 344, North British n° 21681 de 1918, ancienne machine du Réseau de l'État, puis de la SNCF. Propriété de la SNCF et exposée à la Cité du train de Mulhouse.